# Deutsche Gesellschaft für Systemaufstellungen
Die Deutsche Gesellschaft für Systemaufstellungen (DGfS) ist ein beim Amtsgericht Wiesloch eingetragener und als gemeinnützig anerkannter Verein für Familienaufsteller in Deutschland.

## Zielsetzung
Die DGfS versteht sich nach eigenen Angaben als ein berufsübergreifender Fachverband von Psychotherapeuten, Beratern in psychosozialen Bereichen und Organisationen, Ärzten, Heilpraktikern, Pädagogen und anderen Berufsgruppen, die mit Familienaufstellungen oder allgemeiner mit Systemaufstellungen arbeiten. Das unterscheidet die DGfS in ihrer Grundausrichtung von den beiden anderen großen systemischen Fachverbänden Systemische Gesellschaft und DGSF, die die systemische Therapie und nicht die Aufstellungsarbeit vertreten.
„Zweck des Vereins ist es, die systemische Aufstellungsarbeit sowie verwandte Ansätze und Weiterentwicklungen berufsübergreifend in Forschung und Praxis, in Psychotherapie und Beratung sowie in verschiedenen anderen Arbeitsfeldern zu fördern. [...] Der Zweck des Vereins wird insbesondere erreicht durch Weiterentwicklung von Richtlinien und Kriterien für die Weiterbildung in Systemaufstellungen, um die Qualitätsstandards dieser Arbeit zu gewährleisten und zu sichern.“
Die DGfS wurde 2007 gegründet. Ihre Vorgängerorganisation war die 1995 gegründete „Internationale Arbeitsgemeinschaft für systemische Lösungen“ (IAG). Die Geschäftsstelle befindet sich in München. Erste Vorsitzende war von 2010 bis 2014 Barbara Innecken. Derzeitiger Vorsitzender ist Thomas Hafer.

## Bekannte Mitglieder
- † Hunter Beaumont
- Albrecht Mahr
- Eva Madelung
- Gunthard Weber (Initiator, Gründer und der erste Vorsitzende der DGfS)[3]

## Kongresse/Tagungen
- 1997 "Praxis des Familienstellens", Wiesloch
- 1999 "Derselbe Wind lässt viele Drachen steigen", Wiesloch
- 2001 "Leidenschaft und Verantwortung", Würzburg
- 2003 "Konfliktfelder – Wissende Felder", Würzburg
- 2005 "Alles fließt", Köln
- 2007 "Coming Together", Köln
- 2009 "Zeit für Wandlung", Wuppertal
- 2013 "Präsent, gelassen, dankbar... Gelebte Spiritualität in Beruf und Alltag", München

## Symposien
- 2008 "Das Aufstellungsphänomen im Licht der Quantenphysik", Kloster Seeon
- 2010 "Erinnern, Vergessen, Gedenken", Kloster Seeon
- 2012 "Von der seelischen und geistigen Teilhabe in Gemeinschaften", Kloster Seeon

## Publikumsorgan
Der Verein gibt seit 1998 die Fachzeitschrift „praxis der systemaufstellung“ in einer Auflage von 2.300 Exemplaren heraus. Sie dient dem Austausch, der Vertiefung und der Entfaltung der professionellen Aufstellungsarbeit in vielfältigen Anwendungsgebieten. Sie enthält Artikel über „die Kunst des Aufstellens, ihre geistes- und naturwissenschaftliche Fundierung, Neuentwicklungen in der Aufstellungspraxis, die Ergänzung durch andere Methoden, exemplarische Fallbeispiele, Neuerscheinungen und andere einschlägige Veröffentlichungen.“

## Qualitätsstandards
Eine Anerkennungskommission, die ihre Arbeit auf der Basis der DGfS-Weiterbildungsrichtlinien durchführt, prüft die Voraussetzungen für den Erwerb der Titel „Anerkannter Systemaufsteller (DGfS)“, „Anerkannter Lehrtherapeut für Systemaufstellungen (DGfS)“ und „Anerkannte Weiterbildung in Systemaufstellungen (DGfS)“. In einer Datenbank sind Mitglieder mit den kostenpflichtig anerkannten Qualifikationen aufgeführt.

## Forschung
Im Rahmen des von der Deutschen Forschungsgemeinschaft geförderten Sonderforschungsbereiches (SFB) 619 „Ritualdynamik“ wurde von 2009 bis 2013 am Institut für Medizinische Psychologie der Universität Heidelberg ein Forschungsprojekt zur Wirksamkeit und ritualdynamischen Aspekten von Aufstellungsseminaren durchgeführt. Die Aufstellungen wurden von führenden Mitgliedern der DGfS geleitet. Die randomisierte kontrollierte Studie stellt die weltweit erste Untersuchung zur Wirksamkeit von Systemaufstellungen unter kontrollierten Bedingungen dar. Die ersten Ergebnisse liegen vor und zeigen positive Auswirkungen von Systemaufstellungen auf die psychische Gesundheit.